# Петър Кралчевски
Петър Атанасов Кралчевски е български физикохимик, академик на Българската академия на науките.

## Биография
Роден е на 23 октомври 1956 в Габрово. През 1974 г. завършва Математическата гимназия в родния си град, а през 1981 г. – атомна физика във Физическия факултет на Софийския университет. През 1981 г. е назначен като физик към Катедра „Физикохимия“ на Химическия факултет на Софийския университет, където след това става докторант (1982 -1984). През юни 1985 г. защитава дисертация за научната степен кандидат на физическите науки (доктор), а през декември 1990 г. е избран за доцент по химична физика към Лабораторията по физикохимична хидродинамика и термодинамика към Химическия факултет на Софийския университет. През 2001 г. става доктор на физическите науки. През 2002 г. е избран за професор по физика на кондензираната материя към Лабораторията по инженерна химична физика при Химическия факултет на Софийския университет. За високите си научни постижения през 2004 г. е избран за член-кореспондент по химически науки към БАН, а през 2012 – за академик, като дълги години е най-младият академик в България. През 2010 г. е избран за Секретар на Европейското общество по колоиди и повърхности (ECIS), през 2015 г. – за член на Управителния съвет на International Association of Colloid and Interface Scientists (IACIS), а през 2020 г. – за член на Европейската академия на науките.
Основните му научни интереси са в областта на физикохимията на флуидните повърхности, повърхностно-активните вещества и дисперсните системи. Той е автор и съавтор на над 220 публикации в научни списания, 14 глави в книги и на новаторската монография Particles at Fluid Interfaces and Membranes, издадена от издателство Elsevier през 2001 г. Трудовете му са цитирани повече от 10 000 пъти в научната литература и индексът му на Хирш е h = 46. Изнесъл е 262 доклада на научни конференции и симпозиуми, както и 44 поканени лекции в чуждестранни университети.
Удостояван е с различни награди и отличия, между които „Почетния знак на Софийския университет със синя лента за значителни постижения в науката“, „Млад професор на 2007 г.“, Голямата награда за наука „Питагор“ на Министерството на образованието и науката и наградата „Ликлема“ на Европейското общество по колоиди и повърхности.
Умира на 5 декември 2020 г.